# Thierry Bisch
Thierry Bisch (Strasburgo, 1953) è un pittore francese.

## Biografia
Proviene da una famiglia con interessi industriali in Francia. L'opera del suo celebre bisnonno, il pittore Louis Janmot (1814-1892), ebbe una profonda influenza su di lui.
Viaggiò attraverso l'Europa dell'Est e parte del Medio Oriente subito dopo il diploma, poi tornò a Strasburgo nel 1974 per studiare presso una scuola d'arte. Nel 1978 si trasferì a Tolosa dove fece lezioni al dipartimento di Belle Arti dell'Università iniziando così una passione per la pittura.
Nel 1984 Thierry si trasferì a Parigi, centro della comunità artistica francese. Pur continuando a occuparsi dei suoi quadri, negli anni successivi si dedicò anche alle numerose opportunità di lavoro nel mondo dell'arte. Fu il cofondatore dell'etichetta rock indipendente "Reflexes" e aiutò a creare e sviluppare il noto giornale francese per progettisti, "Zoulou". Nel 1986, scrisse la sceneggiatura e produsse un film della durata di 52 minuti sullo stilista francese Thierry Mugler, trasmesso dal canale televisivo Canal+.
L'anno successivo divenne l'assistente personale di Thierry Mugler per la fotografia, la musica e i progetti speciali. Il loro lavoro li portò a compiere diversi viaggi in U.S.S.R., Africa, Stati Uniti, Cina e molti altri Paesi.
Dai suoi studi all'Università di Tolosa continua a fare abbozzi e dipingere, ricevendo numerose commissioni da clienti privati.
Risiede stabilmente all'Hotel Lutetia di Parigi dal 2000.
Nel 2004, i suoi ritratti di animali hanno raggiunto fama mondiale.